# Grajske stavbe
Grajske stavbe so slovenska knjižna zbirka, ki obravnava gradove in dvorce v Sloveniji. Izšla je med leti 1990 in 2011 v 23 knjigah, številčenih do 24, saj je 11. knjiga dvojna po obsegu in je številčena 11–12. Avtor prvih 15 knjig je Ivan Stopar, preostalih 8 pa Igor Sapač. Zbirka velja za najobsežnejši sistematski pregled vseh grajskih stavb v Sloveniji, tako iz vidika zgodovine kot arhitekture in umetnostne zgodovine. Podoben pregled ponuja samo še knjiga Ivana Jakiča Vsi slovenski gradovi iz leta 1997, izdana v enem zvezku in zato vsebinsko skromnejša, njena prednost pa je v tem, da objekte niza po abecednem vrstnem redu, medtem ko jih Grajske stavbe po področjih.

## Knjige
| #       | Knjiga zbirke                                                                                     | Leto | Cobiss   | Avtor       | Založba                                                      |
| ------- | ------------------------------------------------------------------------------------------------- | ---- | -------- | ----------- | ------------------------------------------------------------ |
| 1.      | Grajske stavbe v vzhodni Sloveniji: Knjiga 1, Območje Maribora in Ptuja                           | 1990 | (COBISS) | Ivan Stopar | Partizanska knjiga, Znanstveni inštitut Filozofske fakultete |
| 2.      | Grajske stavbe v vzhodni Sloveniji: Knjiga 2, Med Prekmurjem in porečjem Dravinje                 | 1991 | (COBISS) | Ivan Stopar | Park, Znanstveni tisk, Filozofska fakulteta                  |
| 3.      | Grajske stavbe v vzhodni Sloveniji: Knjiga 3, Spodnja Savinjska dolina                            | 1992 | (COBISS) | Ivan Stopar | Park, Znanstveni tisk                                        |
| 4.      | Grajske stavbe v vzhodni Sloveniji: Knjiga 4, Med Solčavskim in Kobanskim                         | 1993 | (COBISS) | Ivan Stopar | Viharnik, Znanstveni inštitut Filozofske fakultete           |
| 5.      | Grajske stavbe v vzhodni Sloveniji: Knjiga 5, Med Kozjanskim in porečjem Save                     | 1993 | (COBISS) | Ivan Stopar | Viharnik, Znanstveni inštitut Filozofske fakultete           |
| 6.      | Grajske stavbe v osrednji Sloveniji: 1, Gorenjska: Knjiga 1, Ob zgornjem toku Save                | 1996 | (COBISS) | Ivan Stopar | Viharnik, Znanstveni inštitut Filozofske fakultete           |
| 7.      | Grajske stavbe v osrednji Sloveniji: 1, Gorenjska: Knjiga 2, Območje Kamnika in Kamniške Bistrice | 1997 | (COBISS) | Ivan Stopar | Viharnik, Znanstveni inštitut Filozofske fakultete           |
| 8.      | Grajske stavbe v osrednji Sloveniji: 1, Gorenjska: Knjiga 3, Med Polhovim Gradcem in Smlednikom   | 1998 | (COBISS) | Ivan Stopar | Viharnik, Znanstveni inštitut Filozofske fakultete           |
| 9.      | Grajske stavbe v osrednji Sloveniji: 1, Gorenjska: Knjiga 4, Ljubljana, grad in dvorci            | 1999 | (COBISS) | Ivan Stopar | Viharnik, Znanstveni inštitut Filozofske fakultete           |
| 10.     | Grajske stavbe v osrednji Sloveniji: 1, Gorenjska: Knjiga 5, Med Goričanami in Gamberkom          | 2000 | (COBISS) | Ivan Stopar | Viharnik, Znanstveni inštitut Filozofske fakultete           |
| 11.–12. | Grajske stavbe v osrednji Sloveniji: 2, Dolenjska: Knjiga 1, Porečje Krke                         | 2000 | (COBISS) | Ivan Stopar | Viharnik, Znanstveni inštitut Filozofske fakultete           |
| 13.     | Grajske stavbe v osrednji Sloveniji: 2, Dolenjska: Knjiga 2, Med Bogenšperkom in Mokricami        | 2001 | (COBISS) | Ivan Stopar | Viharnik                                                     |
| 14.     | Grajske stavbe v osrednji Sloveniji: 2, Dolenjska: Knjiga 3, Porečje Temenice in Mirne            | 2002 | (COBISS) | Ivan Stopar | Viharnik                                                     |
| 15.     | Grajske stavbe v osrednji Sloveniji: 2, Dolenjska: Knjiga 4, Med Igom, Ribnico in Kočevjem        | 2003 | (COBISS) | Ivan Stopar | Viharnik                                                     |
| 16.     | Grajske stavbe v osrednji Sloveniji: 2, Dolenjska: Knjiga 5, Bela krajina                         | 2004 | (COBISS) | Ivan Stopar | Viharnik                                                     |
| 17.     | Grajske stavbe v osrednji Sloveniji: 3, Notranjska: Knjiga 1, Med Planino, Postojno in Senožečami | 2005 | (COBISS) | Igor Sapač  | Viharnik                                                     |
| 18.     | Grajske stavbe v osrednji Sloveniji: 3, Notranjska: Knjiga 2, Med Idrijo in Snežnikom             | 2006 | (COBISS) | Igor Sapač  | Viharnik                                                     |
| 19.     | Grajske stavbe v osrednji Sloveniji: 3, Notranjska: Knjiga 3, Porečje Reke z Brkini               | 2007 | (COBISS) | Igor Sapač  | Viharnik                                                     |
| 20.     | Grajske stavbe v zahodni Sloveniji: Knjiga 1, Zgornja Vipavska dolina                             | 2008 | (COBISS) | Igor Sapač  | Viharnik                                                     |
| 21.     | Grajske stavbe v zahodni Sloveniji: Knjiga 2, Srednja in spodnja Vipavska dolina                  | 2009 | (COBISS) | Igor Sapač  | Viharnik                                                     |
| 22.     | Grajske stavbe v zahodni Sloveniji: Knjiga 3, Območje Nove Gorice in Gorice                       | 2010 | (COBISS) | Igor Sapač  | Viharnik                                                     |
| 23.     | Grajske stavbe v zahodni Sloveniji: Knjiga 4, Brda in Zgornje Posočje                             | 2011 | (COBISS) | Igor Sapač  | Viharnik                                                     |
| 24.     | Grajske stavbe v zahodni Sloveniji: Knjiga 5, Kras in Primorje                                    | 2011 | (COBISS) | Igor Sapač  | Viharnik                                                     |